# Menhirs de Coat-ar-Belléquès
Les menhirs de Coat-ar-Belléquès sont situés à Saint-Connan dans le département français des Côtes-d'Armor.

## Description
Le menhir dressé mesure 3,40 m de hauteur pour 1,10 m de largeur et 1,10 m d'épaisseur. Il est en granite. À environ 3 m, un second bloc de même nature au sol pourrait être un second menhir renversé (5,30 m de long pour 1,10 m de hauteur).